# Карайон, Огюст
Огюст Карайон (фр. Auguste Carayon; 31 марта 1813, Сомюр — 15 мая 1874, Пуатье) — французский историк, иезуит.
Главные его труды — исследования по истории иезуитского ордена: «Неизданные документы, связанные с Орденом Иисуса» (фр. «Documents inedits concernant la Compagnie de Jésus»; Пуатье, 1863—1875, 18 томов), «Историческая библиография Ордена Иисуса» (фр. «Bibliographie historique de la Compagnie de Jésus»; Париж, 1864), «Первая миссия иезуитов в Канаде» (фр. «Première mission des Jesuites au Canada»; Париж, 1864), «Изгнание иезуитов из Луизианы» (фр. «Bannissement des Jesuites de la Louisiane»; 1865), «Исторические замечания о парламенте и иезуитах в XVIII веке» (фр. «Notes historiques sur les parlemente et les Jésuites au XVIII siècle»; 1867) и др.